# Lachnella coprosmae
Lachnella coprosmae är en svampart som beskrevs av G. Cunn. 1963. Lachnella coprosmae ingår i släktet Lachnella och familjen Niaceae.   Inga underarter finns listade i Catalogue of Life.